# Grotte Vari
 (mars 2023).
Si vous disposez d'ouvrages ou d'articles de référence ou si vous connaissez des sites web de qualité traitant du thème abordé ici, merci de compléter l'article en donnant les références utiles à sa vérifiabilité et en les liant à la section « Notes et références ».
La grotte Vari, également connue sous le nom de grotte des Nympholyptos (grec moderne : Σπήλαιο Νυμφολήπτου Βάρης), est une petite grotte au nord-est de Vari, en Attique (Grèce). Dans l'Antiquité classique la grotte était utilisée comme sanctuaire dédié à Apollon, à Pan et aux nymphes. La grotte a été occupée du VIe au IIe siècle av. J.-C. La grotte est ensuite tombée en désuétude jusqu'à ce qu'elle soit à nouveau occupée au IVe siècle apr. J.-C. Elle a finalement été abandonnée vers le VIe siècle. La grotte a été fouillée en 1901.
Redécouverte au XVIIIe siècle par Richard Chandler, la grotte a été visitée et décrite par de nombreux voyageurs européens qui ont été particulièrement frappés par les reliefs et les inscriptions sur ses murs. Cependant, la grotte ne fut l’objet d’une excavation et d’un véritable travail scientifique qu’en 1901 par un groupe d’étudiants et de professeurs de Yale mené par Charles Heald Weller. Les recherches sous terre durèrent dix jours et cela donna lieu à une étude et des descriptions conséquentes de la grotte ainsi qu’à un plan.
Elle se trouve près du sommet de l'un des contreforts au sud du mont Hymette, à une altitude de près de 300 m. À partir de Vari, elle peut être atteinte à pied en une heure. La grotte est unique en Grèce en raison de ses sculptures rupestres. Les tablettes votives en marbre de la grotte sont maintenant exposées au musée national archéologique d'Athènes.
En raison de son utilisation pour la vénération de Pan, la grotte est également appelée la grotte de Pan. C'était l'une des cinq grottes de Pan à proximité de l'ancienne Athènes.

## Archidamus
La grotte de Vari aurait été façonnée par un certain Αρχέδημος / Archedemos (latinisé en Archidamus) qui a laissé son nom un bon nombre de fois dans la grotte. Il a ainsi inscrit son nom quatre fois sur les murs de la grotte, deux fois sur un bloc de pierre et une fois sur un fragment de stèle. Fier de son œuvre, il a même placé son image dans la chambre sud de la grotte, se représentant à l'œuvre puisque tenant une pioche et un angle, outil des tailleurs de pierre.
Une inscription laissée par Archidamus permet de mieux comprendre l'origine de la grotte : « Archidamus, le Théréen, un nympholepte, sur le conseil des nymphes, a forgé la grotte ». Un nympholepte est une personne qui se dit habitée par les nymphes, et qui a la possibilité de communiquer avec elles. Ces dernières auraient donc, d’après les inscriptions, demandé à l’artisan d’aménager la grotte. Archidamus a donc façonné la grotte pour lui-même mais elle a par la suite connu une certaine fréquentation par de nombreux Grecs.
Il s'agit donc d'un artisan qui a choisi de façonner une cavité afin d'en faire une grotte cultuelle, une pratique peu courante mais bien présente chez les Grecs à partir du Ve siècle av. J.-C.